# Freudenstadt
Freudenstadt je okresní město v Bádensku-Württembersku, sídelní město stejnojmenného zemského okresu Freudenstadt. Leží v pohoří Schwarzwald,  leží 70 km jihozápadně od Stuttgartu a 60 km jižně od Karlsruhe. Patří k tradičním klimatickým a Kneippovým lázním a rekreačním střediskům Schwarzwaldu. K 31. prosinci 2022 zde žilo 24 301 obyvatel.

## Administrativní členění
Město má společnou správu s obcemi Bad Rippoldsau-Schapbach a Seewald.
Městskou oblast tvoří kromě města Freudenstadtu střediskové obce Christophstal a Zwieselberg (dohromady mají 16 159 obyvatel), Dietersweiler a Lauterbad (2256 obyvatel), Grüntal a Frutenhof (1027 obyvatel), Igelsberg (254 obyvatel), Kniebis (947 obyvatel), Musbach (761 obyvatel) a Wittlensweiler (2186 obyvatel).

## Historie
Nejstarší sídla byla v okolí dnešního města: Čtvrť Grüntal-Frutenhof byla poprvé písemně zmíněna v roce 1100 jako osada Grindelen a usedlost Frutenhof v roce 1470. Igelsberg vznikl kolem roku 1230, od roku 1381 patřil benediktinskému klášteru Reichenbach a součástí Württemberska se stal až v roce 1595. V Kniebisu stála kolem roku 1250 kaple herrenalberského mnicha, při níž byl roku 1278 založen františkánský klášter, ve 14. století opevněný. Musbach byl v listinách zmíněn roku 1274, Dietersweiler v roce 1347, ale jeho čtvrť Wittlensweiler existovala již na počátku 12. století v majetku pánů z Neunecku.
Rudné bohatství oblasti (měď, stříbro, železo) bylo využíváno od začátku 16. století. Vzniklo mnoho malých dolů, jejichž štoly vedly jako tunely vodorovně do hory, kolem roku 1560 nazvané „St. Christoph Erbstollen“. Osada v údolí, zvaná „Christophtal“, měla šachty svislé, další doly se nazývaly „Charlottengrube“, a „Georgsstollen“ a „Schweitzer Treu“. 

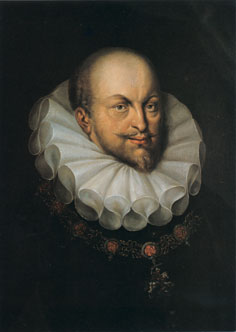
Fridrich I. Württemberský, zakladatel Freudenstadtu

Město  Freudenstadt založil v roce 1599 hrabě Fridrich I. Württemberský (1557–1608) v moderním urbanistickém konceptu s pravoúhlou sítí ulic kolem čtvercového náměstí. Projekt vypracoval architekt Heinrich Schickhardt. Rozšířil také dosavadní rudné doly, otevřel kovárnu a ocelárnu na místě zrušeného kláštera Kniebis. Do oblasti přišlo kolem 10 000 nových obyvatel, vesměs protestantů. V roce 1603 činila roční produkce stříbra 94 kilogramů. V letech 1606 až 1610 byla přistavěna slévárna mosazi. V letech 1622 až 1628 byla v Christophstalu provozována jedna ze čtyř württemberských mincoven, razila tzv. Christophstaler. Byla zdecimovaná za třicetileté války. Tehdy v roce 1632 došlo k rozsáhlém u požáru města a velkým ztrátám obyvatelstva.
Těžba mědi a železa probíhala až do první poloviny 19. století. Poté byl Freudenstadt proměněn na klimatické a Kneippovy vodoléčebné lázně, které brzy získaly mezinárodní renomé. Navštívili je například britský král Jiří V., švédská královna, John D. Rockefeller nebo spisovatel Mark Twain. Z historické zástavby lázní se však dochoval jen rozvrh budov a kolonády. Průmyslová zóna zůstala oddělena od historického města.
K nejrozsáhlejšímu zničení městského centra a jeho architektury došlo ve druhé světové válce. Původní zástavba byla po válce většinou alespoň ve hmotě obnovena.

## Památky
- Městský luteránský kostel ze 16. století goticko-renesanční halová stavba s patrovými emporami z let 1601–1608, neobvyklá dispozice chrámu  na půdorysu ve tvaru písmene "L" se dvěma stejnými věžemi na obou koncích
- Tržní náměstí (Marktplatz) a bývalá radnice (zcela rekonstruovaná), nyní regionální muzeum
- Ruina kláštera Kniebis ze 13. století, vyhořel roku 1599 a jeho stavby byly následně zničeny důlní činností
- Friedrichsturm (Fridrichova věž), 25 m vysoká rozhledna na vrchu Kienberg; postavena roku 1899 z červeného pískovce, 799 metrů nad mořem; poskytuje výhled na údolí Murg, Dornstetten a Schopfloch.
- Kostel sv. Havla v místní části Wittlensweiler, původem románský
- Hotel Palmenwald - jediný dochovaný trakt původní lázeňské zástavby z přelomu 19. a 20. století

## Osobnosti spjaté s Freudenstadtem
- Costa Cordalis (1944–2019) – řecký zpěvák, žil zde
- Kevin Kurányi (1982) – fotbalista
- Petra Lammertová (1984) – německá atletka, koulařka

## Galerie

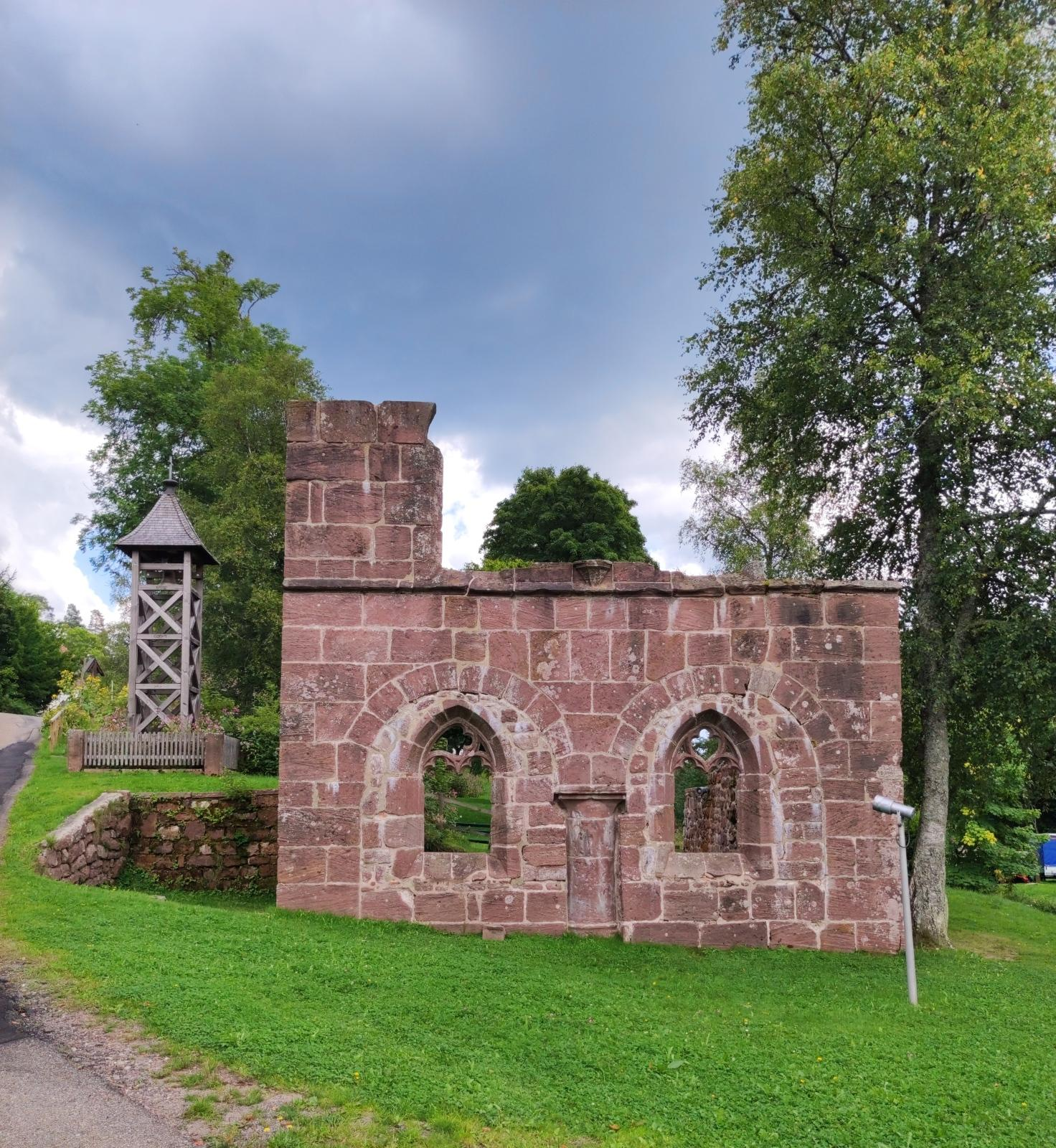
Ruina kláštera Kniebis
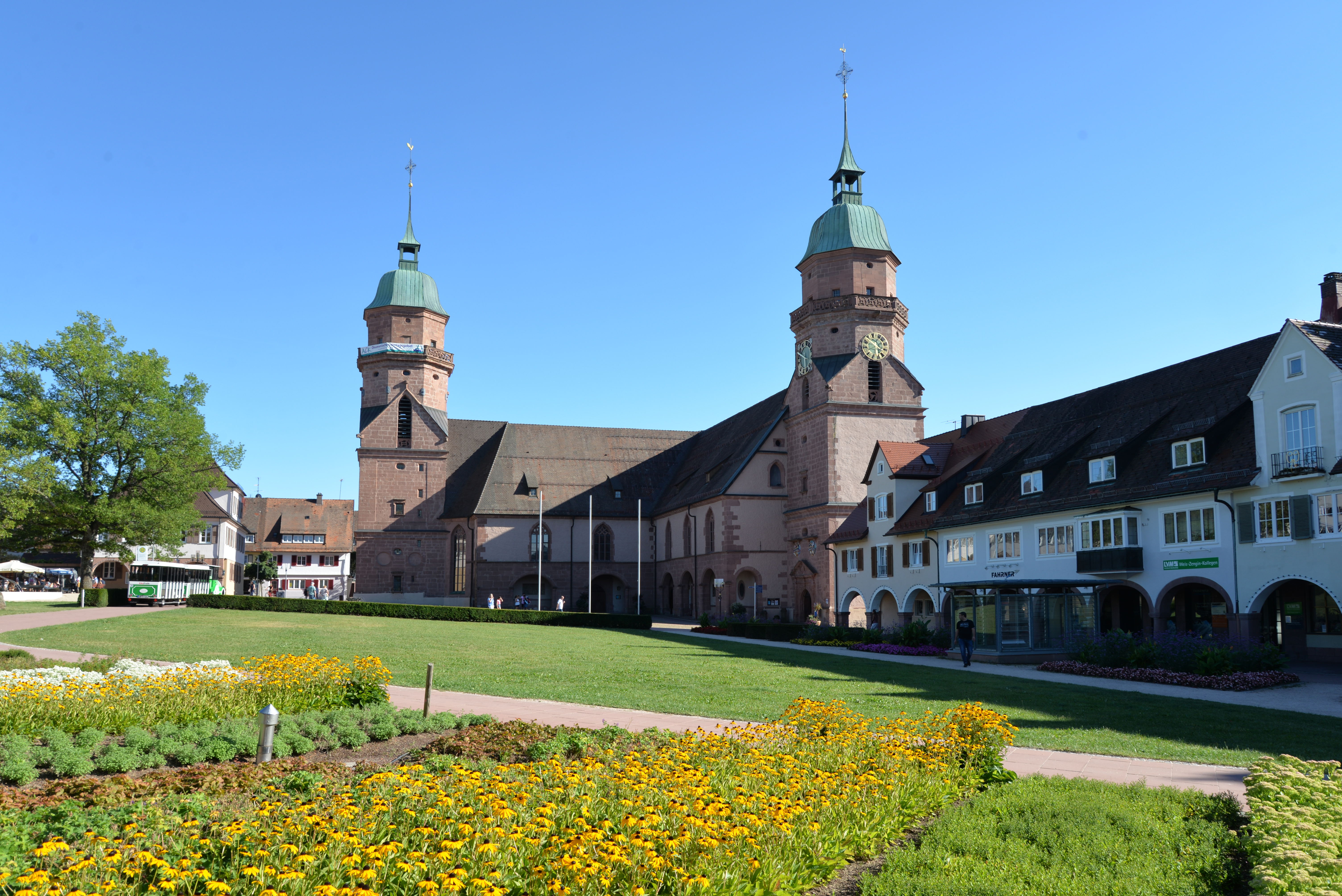
Městský luteránský kostel
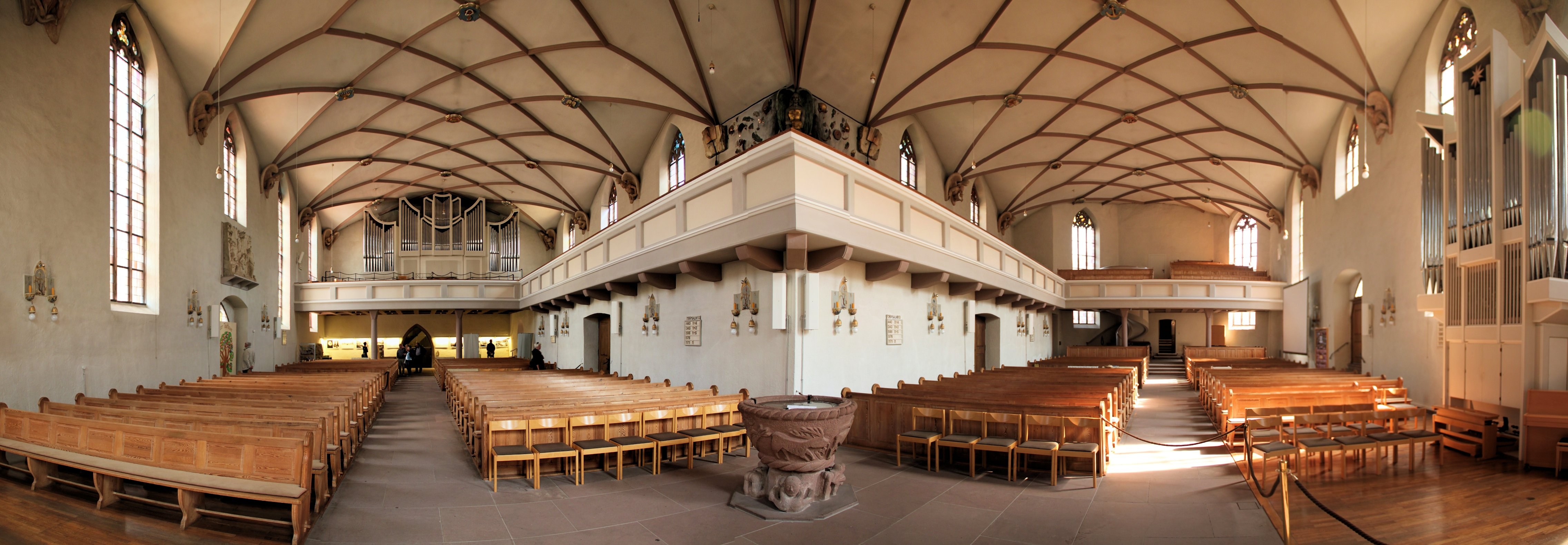
Interiér dvoulodí luteránského kostela
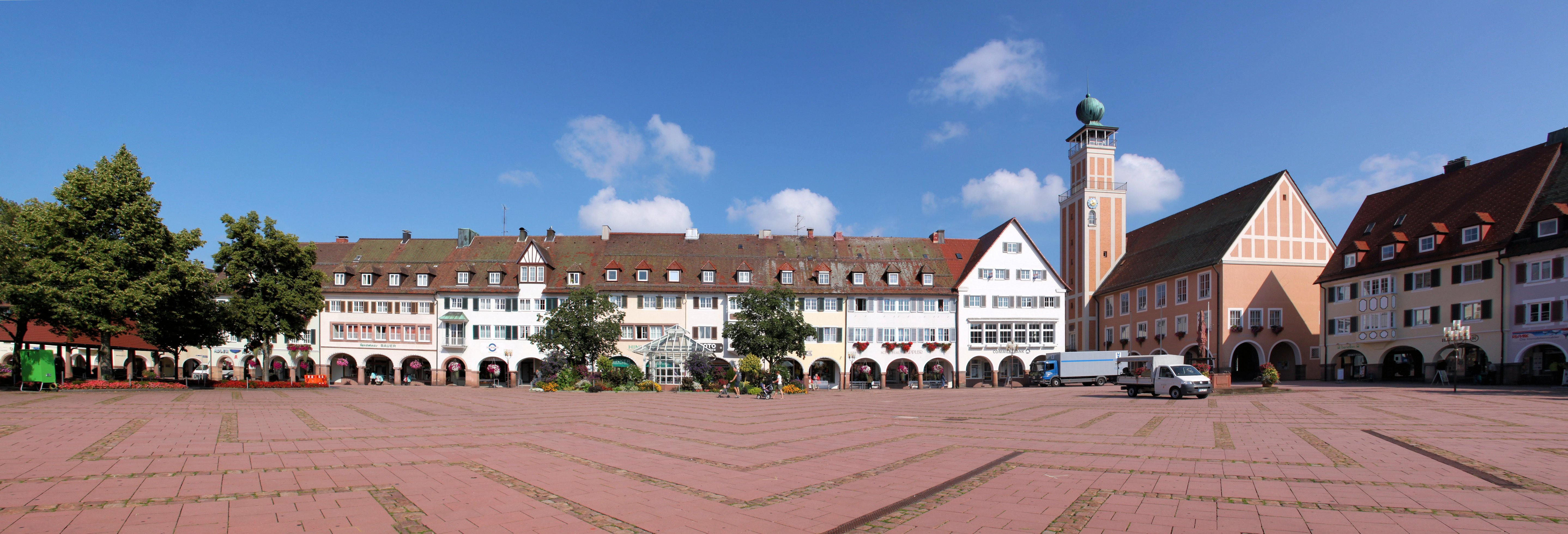
Radnice a domy na Tržním náměstí
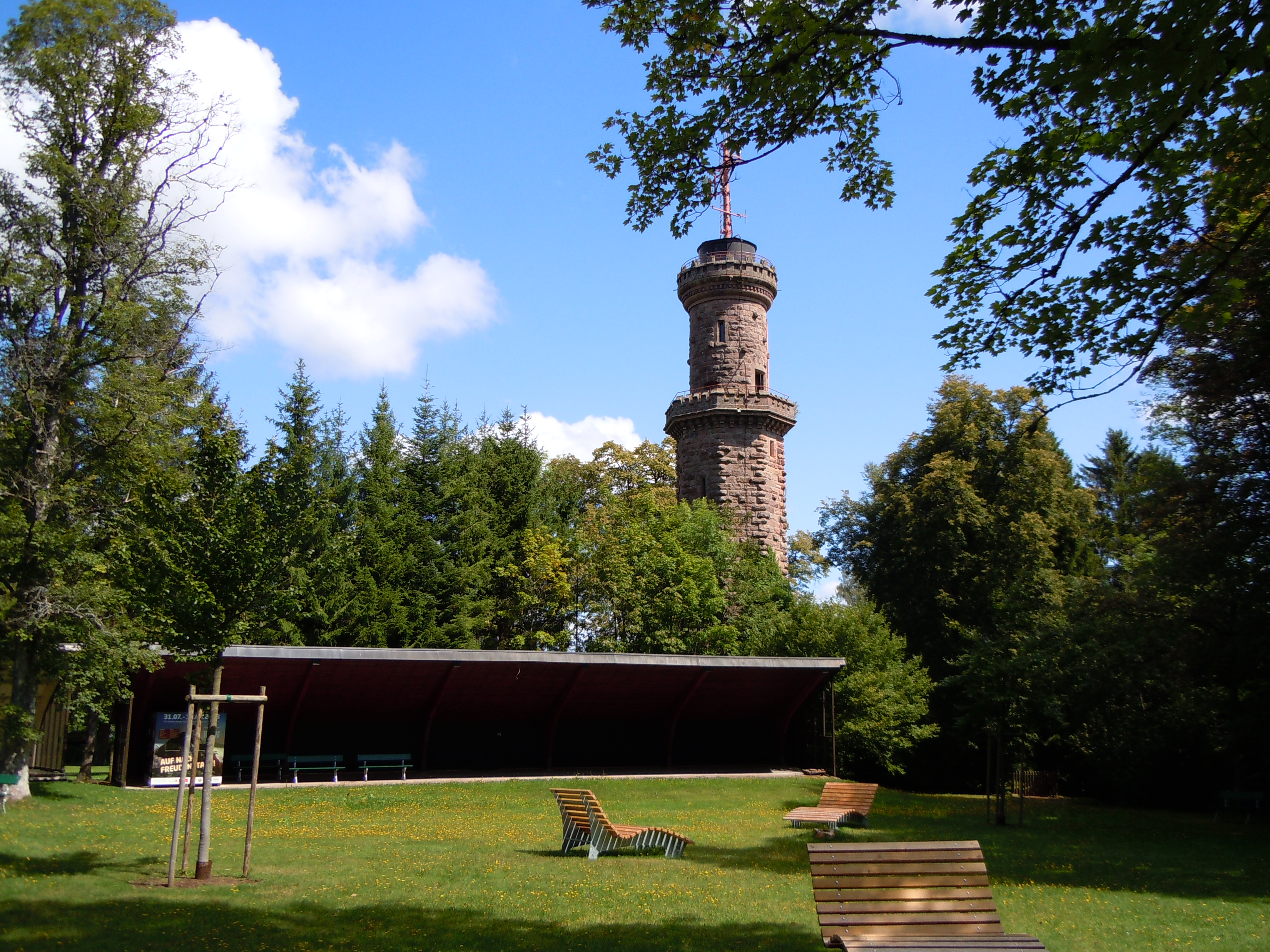
Rozhledna Fridrichsturm
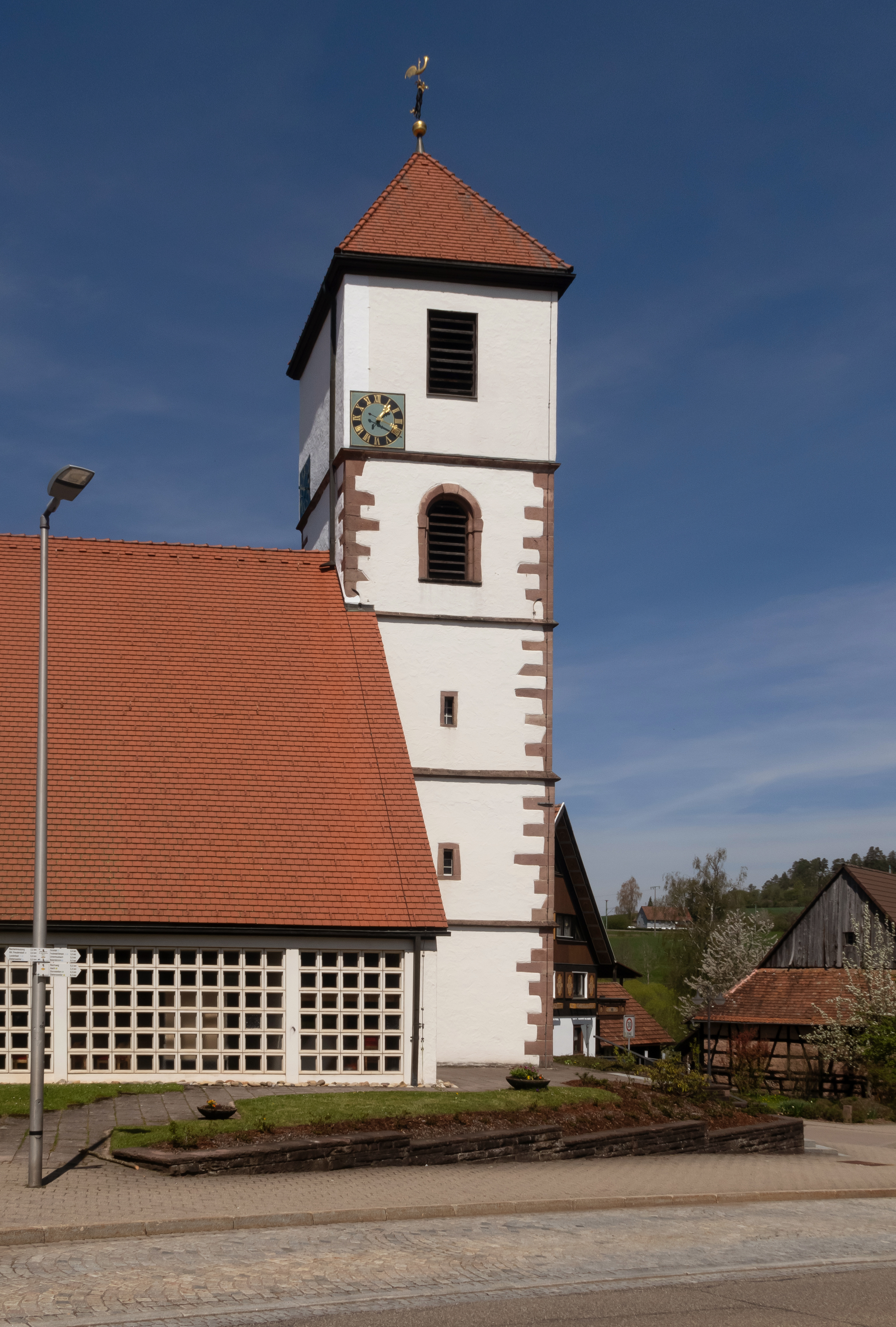
Kostel sv. Havla ve Wittlensweileru